# شيرمان أوتيس هوتون
شيرمان أوتيس هوتون (بالإنجليزية: Sherman Otis Houghton)‏ هو محامي وسياسي أمريكي، ولد في 10 أبريل 1828 بنيويورك في الولايات المتحدة، وتوفي في 31 أغسطس 1914 في الولايات المتحدة. حزبياً، نشط في الحزب الجمهوري. وقد انتخب عضو مجلس النواب الأمريكي.